# Sony Xperia J
{{Сотовый телефон
```
|имя                  = Sony Xperia J 
|лого                 = Sony_logo.svg
|размер_лого          = 180px
|изображение          =
|размер_изображения   = 250px
|текст_изображения    = 
|подпись              = 
|бренд                = 
Sony

|производитель        = 
Sony Corporation

|серия                = 
Xperia

|оператор             = 
|сети                 = 
|представлен          = 
|цена                 = 10500 руб. (цена магазина Sony Store)
|начало_продаж        = 
29 августа
 
2012 год

|снят_с_производства  = 
|предшественник       = 
Sony Xperia miro

|преемник             = 
Sony Xperia T

|связанные_модели     = 
Sony Xperia U
, 
Sony Xperia P
, 
Sony Xperia Ion
, 
Sony Xperia Acro S
 
|тип                  = 
смартфон

|формфактор           = 
моноблок

|размеры              = 
|вес                  = 
|операционная_система = 
Google Android
  4.0
|цпу                  = 
|гпу                  = 
|оперативная_память   = 512 
Мб
 RAM
|память               = 
|карта_памяти         = 
|аккумулятор          = 
|ввод                 = 
сенсорный экран
, 
акселерометр
, качелька громкости и кнопка блокировки/включения на правом ребре.
|экран                = 
Ёмкостный
 
сенсорный экран
 480x854, 4
"

|внешний_экран        = 
|камера               = 5 
Мп
 
|камера_основная      = 
|передняя_камера      = 
|медиаформаты         = 
|рингтоны             = 
|интерфейсы           = 
WLAN
 
802.11b
/g/n, 
USB 2.0
 (microUSB), 
Bluetooth
, [[3,5 
мм
 audio-jack]], 
DLNA

|прочее               = 
|sar                  = 
|hac                  = 
|ссылки               = 
```

}}
Sony Xperia J — смартфон от компании Sony Mobile Communications, выпущенный 29 августа 2012 года. Анонс этого смартфона произошёл на выставке в Берлине IFA 2012.

## Технические характеристики
- Стандарт — GSM 900/1800/1900, 3G
- Тип — смартфон/коммуникатор
- Операционная система — Android 4.0.4(Ice Cream Sandwich), 4.1.2(Jelly Bean)
- Тип корпуса — классический
- Материал корпуса — пластик
- Тип SIM-карты — обычная
- Вес — 124 г
- Размеры (ШxВхТ) — 61x124.3x9.2 мм
- Тип экрана — цветной TFT, 16.78 млн цветов, сенсорный
- Тип сенсорного экрана — мультитач(2 касания), ёмкостный
- Диагональ — 4 дюйма
- Размер изображения — 480x854
- Число пикселов на дюйм (PPI) — 245
- Автоматический поворот экрана — есть
- Устойчивость стекла к царапинам — есть
- Тип мелодий — полифонические, MP3-мелодии
- Виброзвонок — есть
- Фотокамера — 5 млн пикс., светодиодная вспышка
- Функции камеры — автофокус, цифровой Zoom 4x
- Запись видеороликов — есть (3GPP, MP4)
- Макс. разрешение видео — 640x480
- Макс. частота кадров видео — 30 кадров/с
- Фронтальная камера — есть, 0.3 млн пикс.
- Воспроизведение видео — 3GPP, MP4
- Аудио — MP3, WAV, FM-радио
- Разъем Jack — 3.5 мм
- Интерфейсы — USB, Wi-Fi, Bluetooth
- Спутниковая навигация — GPS
- Система A-GPS — есть
- Доступ в интернет — WAP, GPRS, EDGE, HSDPA, HSUPA, email POP/SMTP, email IMAP4, HTML
- Синхронизация с компьютером — есть
- Использование в качестве USB-накопителя — есть
- Поддержка DLNA — есть
- Процессор — Qualcomm MSM7227A, MSM7627A 1000 МГц
- Объём встроенной памяти — 4 Гб
- Объём оперативной памяти — 512 Мб
- Поддержка карт памяти — MicroSD (TransFlash), объёмом до 32 Гб
- Дополнительные функции SMS — ввод текста со словарём
- MMS — есть
- Тип аккумулятора — Li-Ion
- Ёмкость аккумулятора — 1750 мАч
- Время разговора — 7:18 ч: мин
- Время ожидания — 618 ч
- Время работы в режиме прослушивания музыки — 39 ч
- Режим полета — есть
- Датчики — приближения, компас
- Поиск по книжке — есть
- Обмен между SIM-картой и внутренней памятью есть — есть
- Органайзер — будильник, калькулятор, планировщик задач
- Особенности — возможен аккумулятор ёмкостью 1700 mAh;